# Campeonato de Francia de Rugby 15 1985-86
El Campeonato de Francia de Rugby 15 1985-86 fue la 87.ª edición del Campeonato francés de rugby.
El campeón del torneo fue el equipo de Toulouse quienes obtuvieron su noveno campeonato.

## Desarrollo

### Grupo A
| Grupo 1 - Toulouse - Narbonne - Béziers - Brive - Graulhet - Romans - Mont-de-Marsan - Boucau - Stade Bagnérais - Lombez-Samatan | Grupo 2 - Touloun - Biarritz - Valence - Pau - Bayonne - Oloron - Hyères - La Voulte - Castres - Lavelanet                                  |
| Grupo 3 - Agen - Nîmes - Aurillac - Lourdes - Hagetmau - Le Creusot - Dax - Tyrosse - Tulle - Montauban                          | Grupo 4 - Perpignan - Montferrand - RRC Nice - Racing - Stadoceste - Grenoble - Bourgoin-Jallieu - Bègles-Bordeaux - Carcassonne - Marmande |

### Pre-clasificación
| 1986 | Bayonne | 6 - 3 | Pau |  |  |

| 1986 | Béziers | 10 - 6 | Hagetmau |  |  |

| 1986 | Racing | 4 - 3 | Oloron |  |  |

| 1986 | Brive | 30 - 6 | Le Creusot-Montchanin |  |  |

| 1986 | Grenoble | 9 - 6 | Aurillac |  |  |

| 1986 | Lourdes | 16 - 10 | Romans |  |  |

| 1986 | RRC NIce | 15 - 14 | Stadoceste |  |  |

| 1986 | Graulhet | 15 - 4 | Valence |  |  |

### Octavos de final
| Equipo 1 | Equipo 2    | Ida   | Vuelta |
| -------- | ----------- | ----- | ------ |
| Bayonne  | Agen        | 12-6  | 6-31   |
| Béziers  | Nîmes       | 9-3   | 17-12  |
| Racing   | Perpignan   | 20-16 | 3-13   |
| Brive    | Touloun     | 12-0  | 3-43   |
| Grenoble | Biarritz    | 9-0   | 9-19   |
| Lourdes  | Toulouse    | 9-20  | 3-35   |
| RRC Nice | Montferrand | 9-6   | 3-6    |
| Graulhet | Narbonne    | 15-12 | 9-10   |

### Cuartos de final
| 1986 | Agen | 16 - 12 | Béziers |  |  |

| 1986 | Toulon | 15 - 10 | Perpignan |  |  |

| 1986 | Toulouse | 16 - 3 | Biarritz |  |  |

| 1986 | Graulhet | 15 - 12 | Montferrand |  |  |

### Semifinal
| 1986 | Toulouse | 21 - 12 | Graulhet |  |  |

| 1986 | Agen | 38 - 18 | Lourdes |  |  |

### Final
| 24 de mayo de 1986 | Toulouse | 16 - 6 | Agen | Parc des Princes, París |  |

| Bandera de Francia |
| Campeón Toulouse   |
| Noveno título      |